# Наводнения в Куала-Лумпуре (1971)
Наводнение в Куала-Лумпуре 1971 года произошло в январе 1971 года. Крупное стихийное бедствие в столице Малайзии было вызвано сильными муссонными дождями, которые подняли уровень воды в реках Кланг, Бату и Гомбак. 32 человека погибли и 180 тысяч человек пострадали. Премьер-министр Малайзии Абдул Разак бин Хусейн объявил о состоянии стихийного бедствия в Западной Малайзии.
Наводнение стало самым сильным в стране с 1926 года. В результате анализа причин и последствий наводнения была создана Программа по смягчению последствий наводнений в Куала-Лумпуре.